# Thaims
Thaims est une commune du sud-ouest de la France, située dans le département de la Charente-Maritime (région Nouvelle-Aquitaine).
Ses habitants sont appelés les Thaimois et les Thaimoises.

## Géographie
La commune de Thaims se situe dans le centre du département de la Charente-Maritime, en région Nouvelle-Aquitaine, dans l'ancienne province de Saintonge. Appartenant au midi de la France — on parle plus précisément de « midi atlantique », au cœur de l'arc atlantique, elle est partie intégrante du Grand Sud-Ouest français, et est parfois également incluse dans un Grand Ouest aux contours plus flous.

### Communes limitrophes
|        | Meursac              |                         |
| Grézac | Thaims               | Montpellier-de-Médillan |
|        | Saint-André-de-Lidon |                         |

## Urbanisme

### Typologie
Au 1er janvier 2024, Thaims est catégorisée commune rurale à habitat dispersé, selon la nouvelle grille communale de densité à 7 niveaux définie par l'Insee en 2022.
Elle est située hors unité urbaine. Par ailleurs la commune fait partie de l'aire d'attraction de Royan, dont elle est une commune de la couronne,. Cette aire, qui regroupe 26 communes, est catégorisée dans les aires de 50 000 à moins de 200 000 habitants,.

### Occupation des sols
L'occupation des sols de la commune, telle qu'elle ressort de la base de données européenne d’occupation biophysique des sols Corine Land Cover (CLC), est marquée par l'importance des territoires agricoles (73,9 % en 2018), en augmentation par rapport à 1990 (67,4 %). La répartition détaillée en 2018 est la suivante : 
terres arables (49,5 %), forêts (26,1 %), zones agricoles hétérogènes (22,6 %), prairies (1,8 %). L'évolution de l’occupation des sols de la commune et de ses infrastructures peut être observée sur les différentes représentations cartographiques du territoire : la carte de Cassini (XVIIIe siècle), la carte d'état-major (1820-1866) et les cartes ou photos aériennes de l'IGN pour la période actuelle (1950 à aujourd'hui).

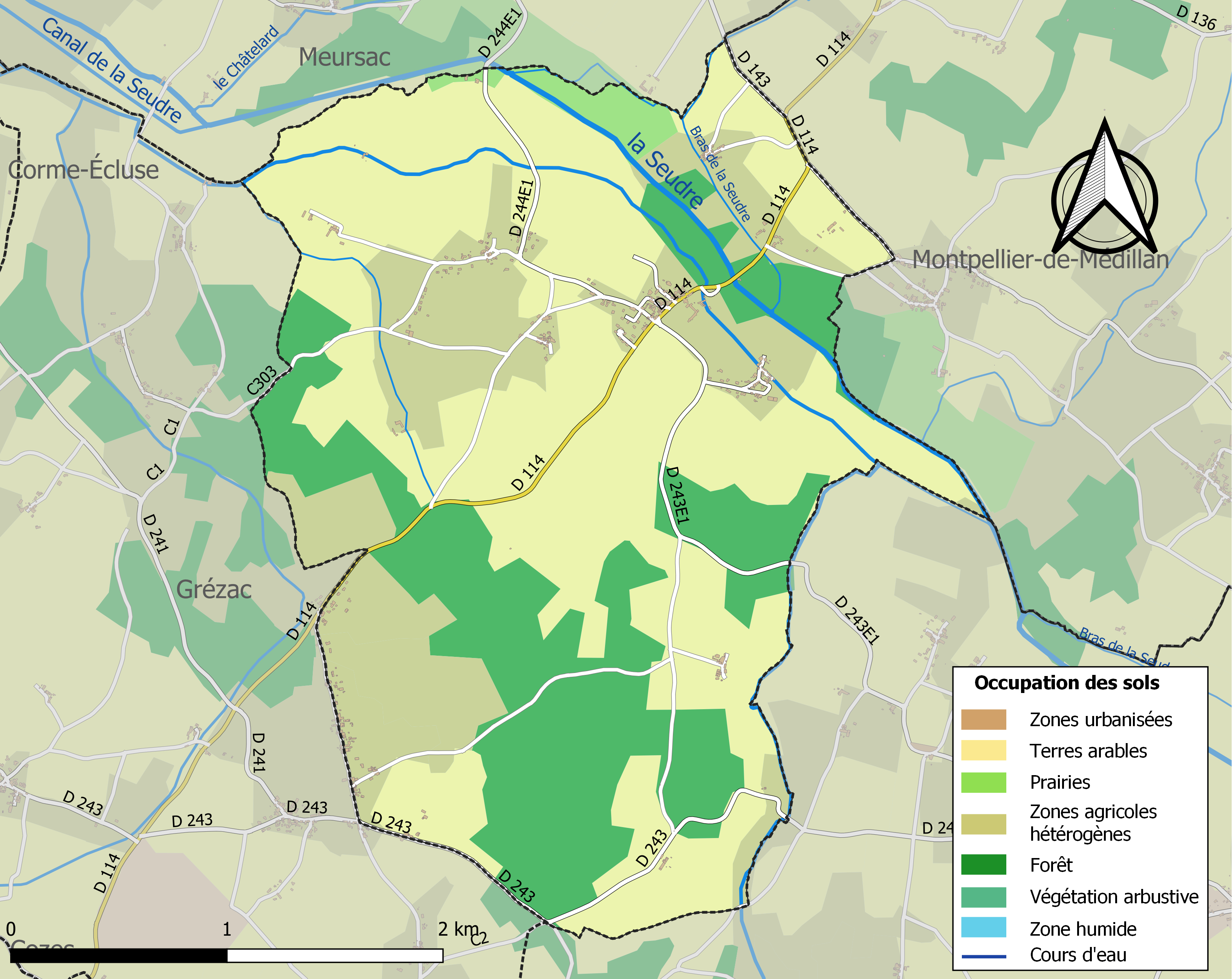
Carte des infrastructures et de l'occupation des sols de la commune en 2018 (CLC).

### Risques majeurs
Le territoire de la commune de Thaims est vulnérable à différents aléas naturels : météorologiques (tempête, orage, neige, grand froid, canicule ou sécheresse), inondations, mouvements de terrains et séisme (sismicité faible). Il est également exposé à un risque technologique,  le transport de matières dangereuses. Un site publié par le BRGM permet d'évaluer simplement et rapidement les risques d'un bien localisé soit par son adresse soit par le numéro de sa parcelle.

#### Risques naturels
Certaines parties du territoire communal sont susceptibles d’être affectées par le risque d’inondation par débordement de cours d'eau, notamment la Seudre et . La commune a été reconnue en état de catastrophe naturelle au titre des dommages causés par les inondations et coulées de boue survenues en 1982, 1993, 1999 et 2010,.

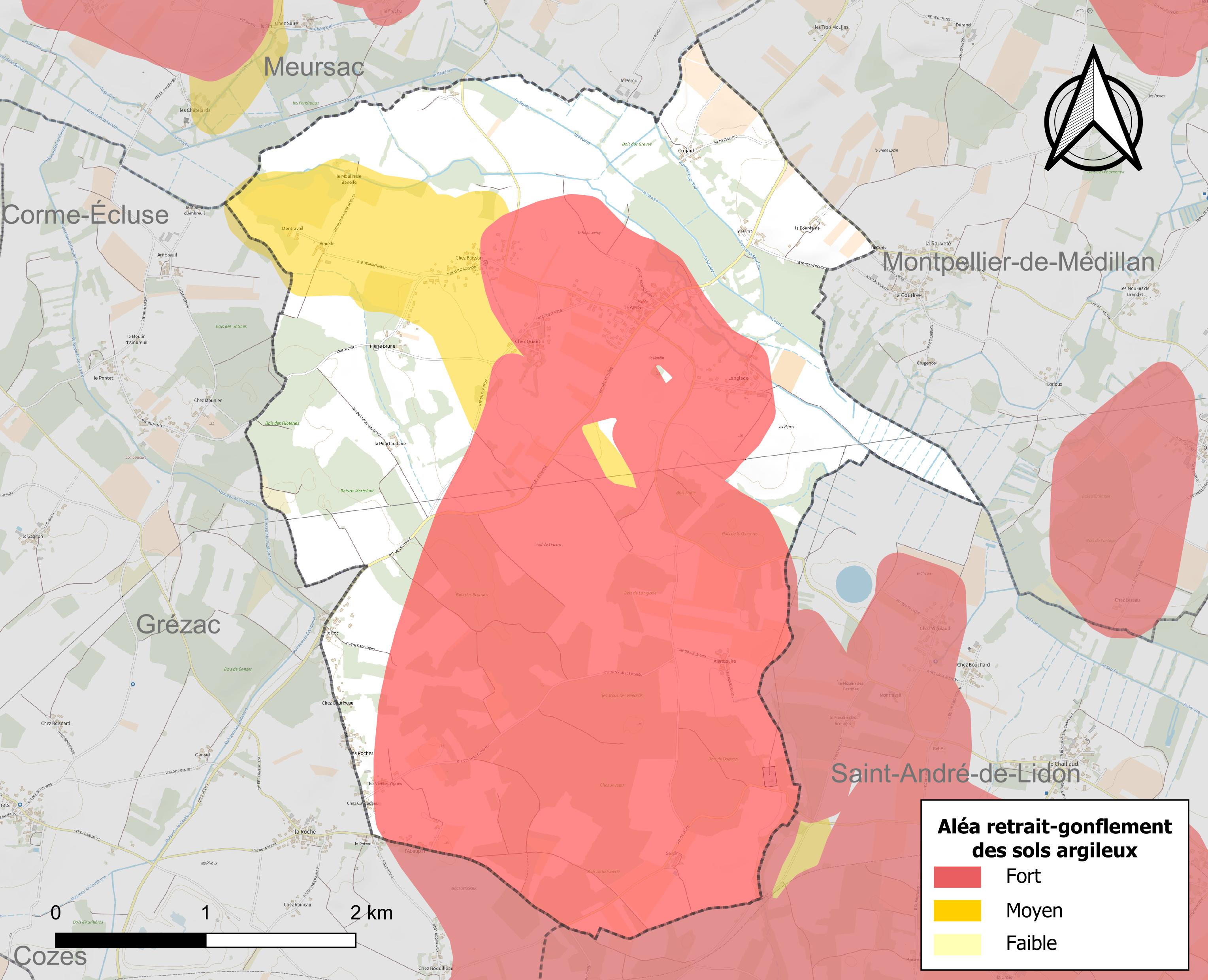
Carte des zones d'aléa retrait-gonflement des sols argileux de Thaims.

Les mouvements de terrains susceptibles de se produire sur la commune sont des tassements différentiels.
Le retrait-gonflement des sols argileux est susceptible d'engendrer des dommages importants aux bâtiments en cas d’alternance de périodes de sécheresse et de pluie. 64 % de la superficie communale est en aléa moyen ou fort (54,2 % au niveau départemental et 48,5 % au niveau national). Sur les 216 bâtiments dénombrés sur la commune en 2019,  156 sont en aléa moyen ou fort, soit 72 %, à comparer aux 57 % au niveau départemental et 54 % au niveau national. Une cartographie de l'exposition du territoire national au retrait gonflement des sols argileux est disponible sur le site du BRGM,.
Par ailleurs, afin de mieux appréhender le risque d’affaissement de terrain, l'inventaire national des cavités souterraines permet de localiser celles situées sur la commune.
Concernant les mouvements de terrains, la commune a été reconnue en état de catastrophe naturelle au titre des dommages causés par la sécheresse en 1989 et 2003 et par des mouvements de terrain en 1999 et 2010.

#### Risques technologiques
Le risque de transport de matières dangereuses sur la commune est lié à sa traversée par une ou des infrastructures routières ou ferroviaires importantes ou la présence d'une canalisation de transport d'hydrocarbures. Un accident se produisant sur de telles infrastructures est susceptible d’avoir des effets graves sur les biens, les personnes ou l'environnement, selon la nature du matériau transporté. Des dispositions d’urbanisme peuvent être préconisées en conséquence.

## Toponymie
Le nom de la commune pourrait provenir du nom romain de Tamis [réf. nécessaire].
Le bourg est évoqué dans la variante saintongeaise de la chronique du pseudo-turpin écrite au XIIIe siècle sous le nom de Teinz et de Teincz.

## Histoire
Thaims est pendant des siècles un important lieu de passage, en raison de son gué sur la Seudre, qu'empruntaient à l'époque gallo-romaine les voyageurs venant de Saintes et se dirigeant vers Barzan - Le Fâ. C'est également au Moyen Âge une halte pour les pèlerins se rendant à Saint-Jacques-de-Compostelle.[réf. nécessaire]

## Administration

### Liste des maires

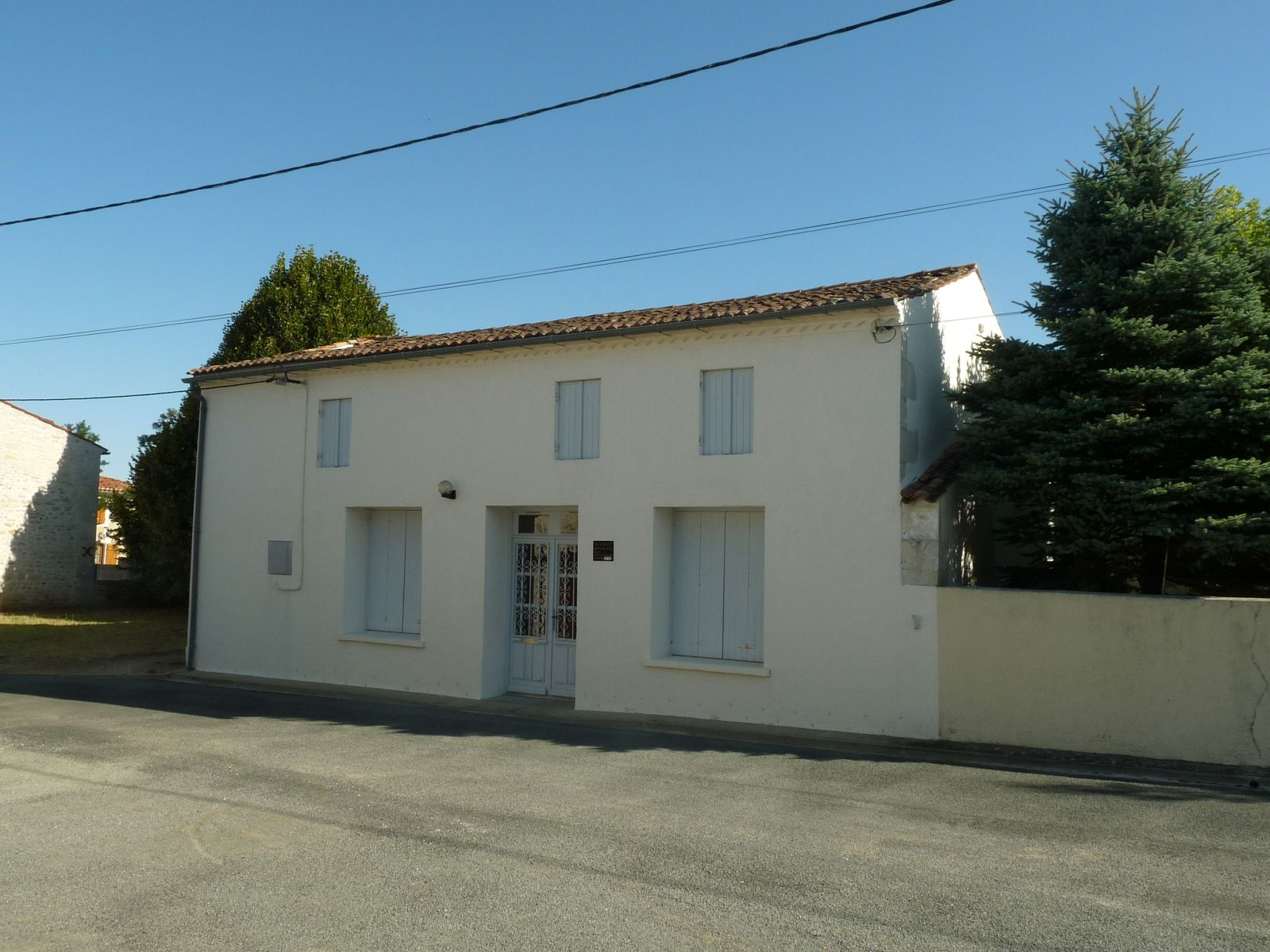
Mairie de Thaims.

| Période                                  | Période  | Identité         | Étiquette | Qualité  |
| ---------------------------------------- | -------- | ---------------- | --------- | -------- |
| 2001                                     | 2010     | Jacky Allirot    |           |          |
| 2010                                     | 2020     | Robert Moulineau |           | Retraité |
| 2020                                     | en cours | Bruno Tapon      |           |          |
| Les données manquantes sont à compléter. |          |                  |           |          |

### Région
À la suite de la réforme administrative de 2014 ramenant le nombre de régions de France métropolitaine de 22 à 13, la commune appartient depuis le 1er janvier 2016 à la région Nouvelle-Aquitaine, dont la capitale est Bordeaux. De 1972 au 31 décembre 2015, elle a appartenu à la région Poitou-Charentes, dont le chef-lieu était Poitiers.

## Démographie

### Évolution démographique
L'évolution du nombre d'habitants est connue à travers les recensements de la population effectués dans la commune depuis 1793. Pour les communes de moins de 10 000 habitants, une enquête de recensement portant sur toute la population est réalisée tous les cinq ans, les populations de référence des années intermédiaires étant quant à elles estimées par interpolation ou extrapolation. Pour la commune, le premier recensement exhaustif entrant dans le cadre du nouveau dispositif a été réalisé en 2008.

En 2022, la commune comptait 387 habitants, en évolution de +1,31 % par rapport à 2016 (Charente-Maritime : +4,04 %, France hors Mayotte : +2,11 %).
| 1793 | 1800 | 1806 | 1821 | 1831 | 1836 | 1841 | 1846 | 1851 |
| ---- | ---- | ---- | ---- | ---- | ---- | ---- | ---- | ---- |
| 225  | 470  | 420  | 424  | 466  | 464  | 425  | 438  | 416  |

| 1856 | 1861 | 1866 | 1872 | 1876 | 1881 | 1886 | 1891 | 1896 |
| ---- | ---- | ---- | ---- | ---- | ---- | ---- | ---- | ---- |
| 432  | 425  | 440  | 395  | 396  | 425  | 406  | 346  | 338  |

| 1901 | 1906 | 1911 | 1921 | 1926 | 1931 | 1936 | 1946 | 1954 |
| ---- | ---- | ---- | ---- | ---- | ---- | ---- | ---- | ---- |
| 348  | 316  | 307  | 287  | 293  | 309  | 309  | 318  | 344  |

| 1962 | 1968 | 1975 | 1982 | 1990 | 1999 | 2006 | 2008 | 2013 |
| ---- | ---- | ---- | ---- | ---- | ---- | ---- | ---- | ---- |
| 329  | 311  | 256  | 229  | 232  | 239  | 312  | 334  | 378  |

| 2018 | 2022 | - | - | - | - | - | - | - |
| ---- | ---- | - | - | - | - | - | - | - |
| 386  | 387  | - | - | - | - | - | - | - |

## Culture locale et patrimoine

### Lieux et monuments

#### Église Saint-Pierre de Thaims

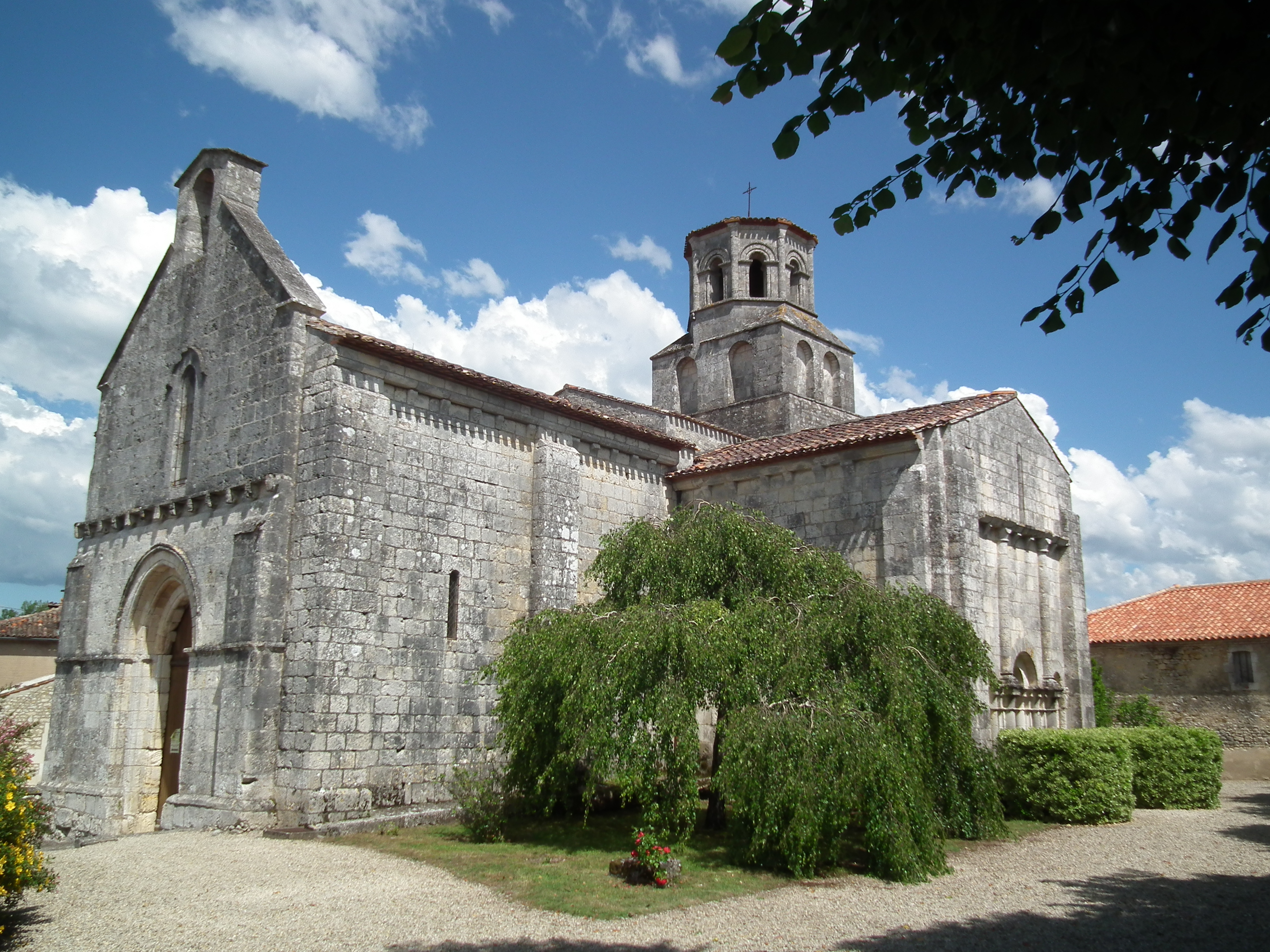
L'église de Thaims.

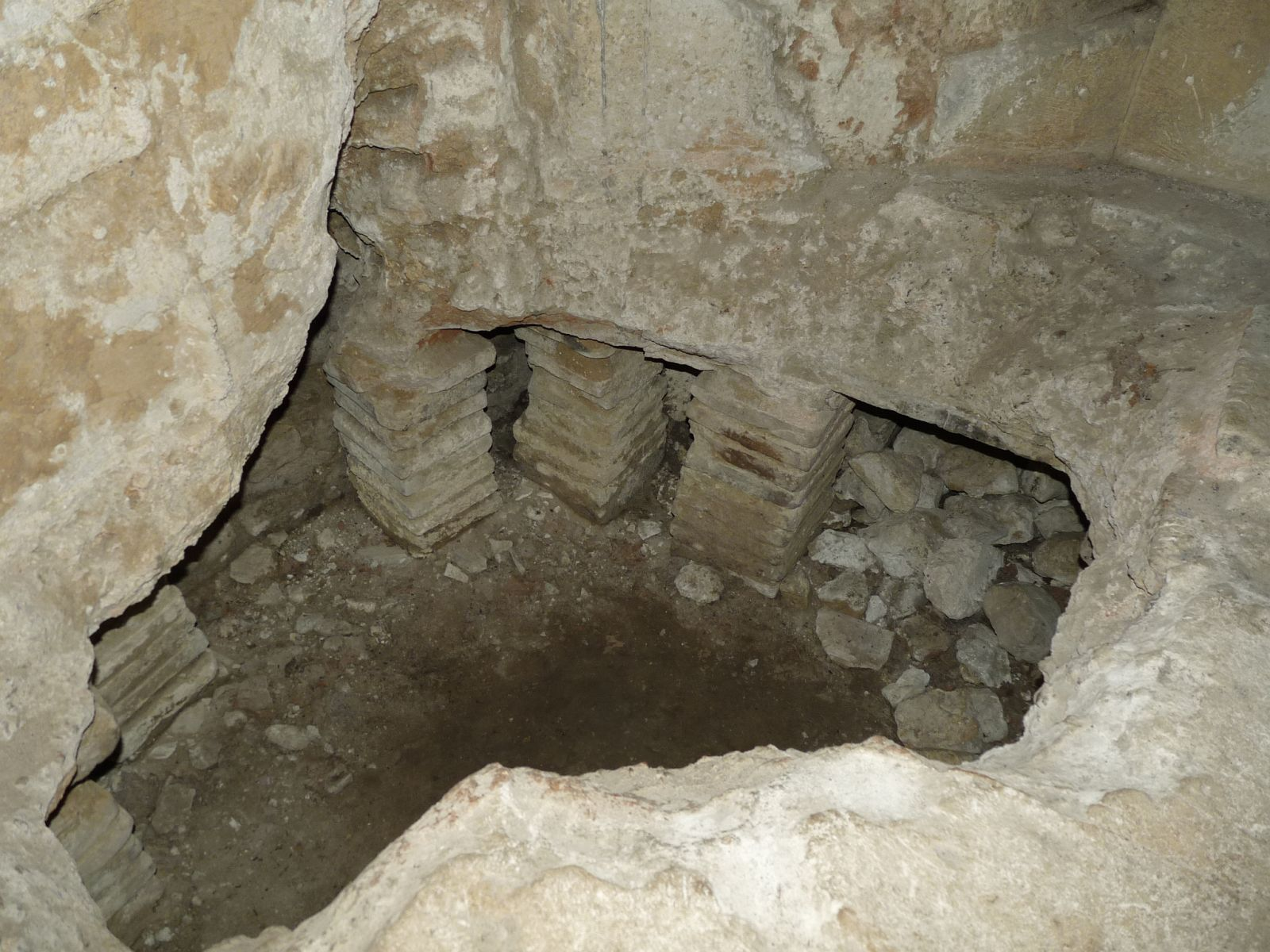
Pilettes hypocaustes des thermes de la villa, sous l'église.

L'église est édifiée sur l'emplacement d'une villa gallo-romaine, d'où proviennent sans doute une plaque de calcaire représentant la déesse Epona, et un bas-relief de marbre blanc où l'on reconnaîtra le pressoir de Bacchus.

Une partie du mur qui porte le clocher réutilise un mur de la villa. Le reste de l'église a ensuite été réalisé en plusieurs campagnes, s'échelonnant du XIe au XIIIe siècle. Le plan est celui d'une église romane classique : nef à deux travées, transept voûté à berceau brisé.
Le chevet de l'église s'est effondré en 1916, et fut reconstruit au cours du XXe siècle.
L'église a été classé monument historique le 18 février 1916.

### Héraldique
| Blason de Thaims | Blason  | Tiercé en pairle renversé : au 1er d'or à la grappe de raisin de pourpre, tigée de tenné et feuillée de sinople, au 2e de gueules à trois colonnes d'argent rangées en fasce et surmontées d'une épée d'argent garnie d'or posée en fasce, au 3e d'azur à trois burelles ondées d'argent et à deux clefs d'or, passées en sautoir et liées par une chaîne du même. |
| Blason de Thaims | Détails | Création Jean-François Binon. |